# 香港大學馮平山圖書館
香港大學馮平山圖書館（早期稱平山圖書館或平山中文圖書館:81）是香港大學圖書館現有的分館之一，以促進中國學術文化，支援香港大學的研究及學習需求為目的，主要收藏中、日文書籍，亦有少量韓文書籍。該館於1932年12月14日由港督貝璐爵士主持揭幕，為紀念富商馮平山先生的捐助，故命名為馮平山圖書館。1962年1月，馮平山圖書館遷入大學圖書館總館，舊址則改為馮平山博物館。

## 歷史沿革

### 馮平山樓時期
馮平山圖書館的歷史與香港大學中文教育的發展有莫大關係。:141928年2月，港督金文泰爵士在一場特別會議中，討論如何協助剛起步發展，但面臨財困的大學中文專科教育，得到以周壽臣、羅旭龢為首的華人代表團大力支持。為配合即將成立的中文學院的教研需要和長遠發展，時任香港大學永遠值理的馮平山遂決定資助香港大學興建一所具規模的中文圖書館。:16-18 
馮平山圖書館選址在西半山般咸道，鄰近作為中文學院教學空間的鄧志昂樓，1929年開始動工興建，1934年1月正式對外開放。:89-90建館初期以大學「振永書藏」為基礎，藏書約三萬一千冊，及後得社會人士陸續捐贈，館藏大為增加；至太平洋戰爭前，已達四萬八千多冊。1937年七七事變後，國內文化機構皆隨政府南遷，國立北平圖書館於1938年初得香港大學允許，在馮平山圖書館地下和一樓設駐港辦事通訊處，並借用書庫。:901941年初，南京國立中央圖書館借用馮平山圖書館接收鄭振鐸在上海搜購、預備寄存美國國會圖書館的古籍約三萬冊，保存珍貴文獻。:160 :67-69
1941年12月25日英軍投降後，般咸道多所無人看守的圖書館和教育機構均被人搜掠和縱火，當晚馮平山圖書館仍有五名館員留守，歹徒到館搜掠時，館員訛稱書籍毫無價值，結果歹徒只劫去衣物糧食，館內藏書得以保全。:161在香港淪陷期間，政府機構、學校以至私人藏書經陳君葆、劉國蓁等館員搶救，均移存馮平山圖書館內，得以逃過戰火蹂躪，當中包括學海書樓的二萬五千多冊藏書。:20-22 
戰後由於經費和人手短缺，馮平山圖書館於1951年撥歸大學圖書館館長管轄，成為大學圖書館系統的一部份。在中文系系主任林仰山教授（Frederick Seguier Drake）支持下，馮平山圖書館分別購入南海黄慕韓劬學齋、羅原覺敦復書室及吳興劉氏嘉業堂的藏書:23-24；其中如朱彜尊《五代史輯注》、周述學《神道大編曆宗通議》、陶宗儀《說郛》等，均為海內外孤本珍籍。:1

### 圖書館大樓時期
隨著學生人數和藏書量增長，馮平山圖書館的設施漸不敷應用；而中文系在六十年代初由鄧志昂樓遷至本部大樓，該館亦於1962年1月遷入新館大樓的四至六樓，與大學圖書館合而為一，仍保留「馮平山圖書館」名稱，原址則擴充為「馮平山博物館」。:24-25 
六十年代起，馮平山圖書館積極採購學術文獻，尤其日本出版的中國研究資料。在羅香林教授建議下，馮平山圖書館開始蒐集香港新界各姓族譜，並大量購藏中國各省民國以前方志，此後擴展至民國以後新修方志、專業誌等，從華南而華中、華北，逐漸建立起完整的方志藏書，至今已逾萬種。:261978年，適逢內地改革開放，馮平山圖書館與國內知名圖書館開展館際交換圖書及合作關係。同時，該館由1970年走進開架時代，把需求量大的書籍從閉架移到開架，方便讀者瀏覽。:167
九十年代開始，馮平山圖書館在文史哲藝術以外，開展社科館藏建設及發展電子資源，為中國大陸地區以外最早購置並使用CNKI的圖書館。該館自2002年起向世界最大的書目庫OCLC提供編目數據，與海外其他圖書館分享館藏書目資料，並成為全球主要中文書目來源之一。:169現時馮平山圖書館藏紙本書一百萬冊，電子書逾三百萬本，該館亦致力發展資源開放存取服務，電子化珍貴古籍。:212

## 歷任館長
| 任次 | 任期       | 姓名:208 |
| ---- | ---------- | -------- |
| 1    | 1932－1934 | 林棟     |
| 2    | 1934－1953 | 陳君葆   |
| 3    | 1953－1960 | 伍冬琼   |
| 4    | 1960－1961 | 唐博賢   |
| 5    | 1961－1965 | 簡麗冰   |
| 6    | 1965－1969 | 胡周妙坤 |
| 7    | 1970－1977 | 馮陳善奇 |
| 8    | 1978－1989 | 黎樹添   |
| 9    | 1989－1997 | 李直方   |
| 10   | 1997－2001 | 馬泰來   |
| 11   | 2001－2018 | 尹耀全   |
| 12   | 2018－現任 | 胡美華   |

## 軼事
- 太平洋戰爭在1941年12月爆發，當時在香港大學讀書、被徵召為防空員的張愛玲曾駐守馮平山圖書館，發現並閱讀了一部《醒世姻緣》，此事為張愛玲記載於散文集《張看》之中。[7]:160 [13]

## 圖片集

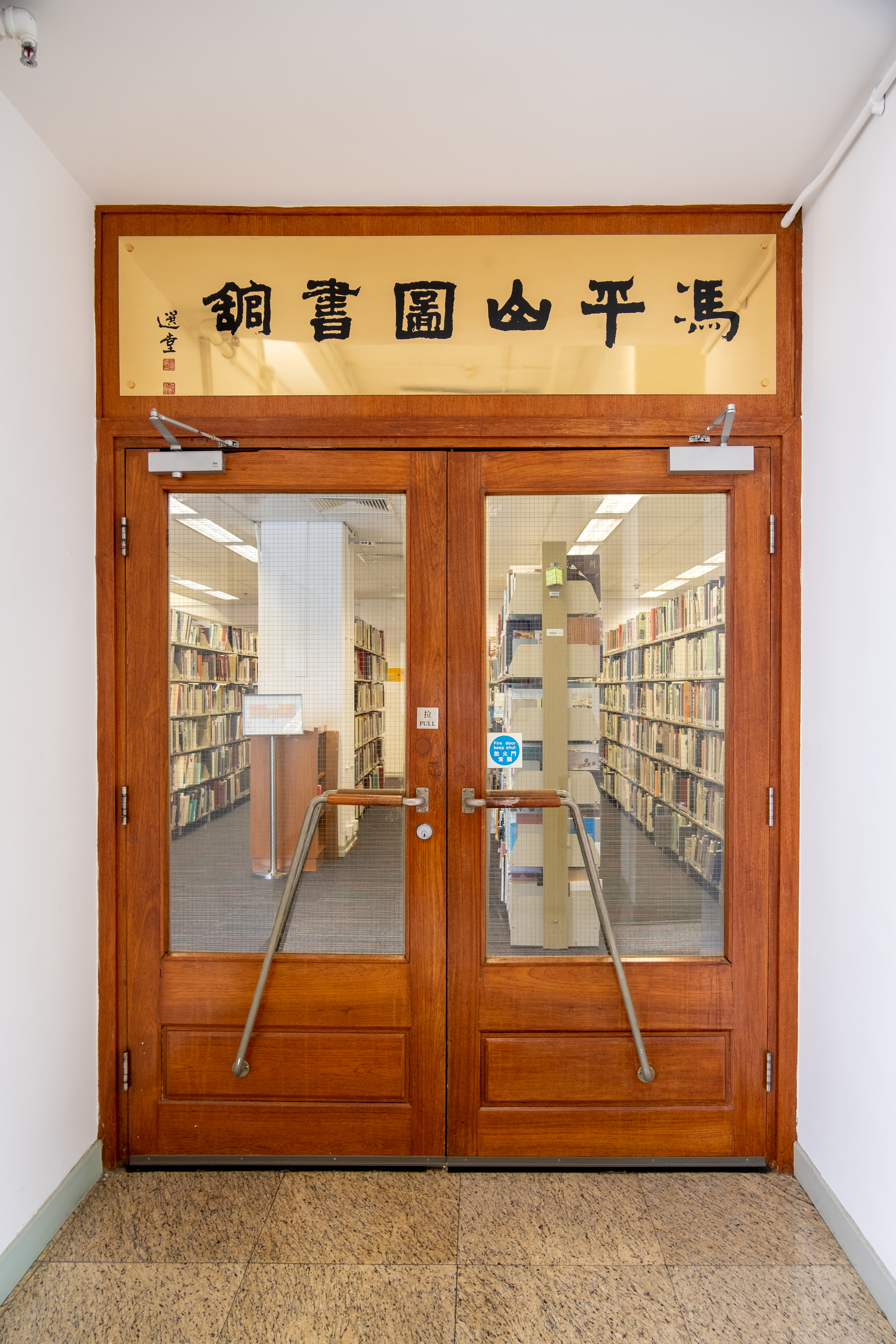
馮平山圖書館5樓正門
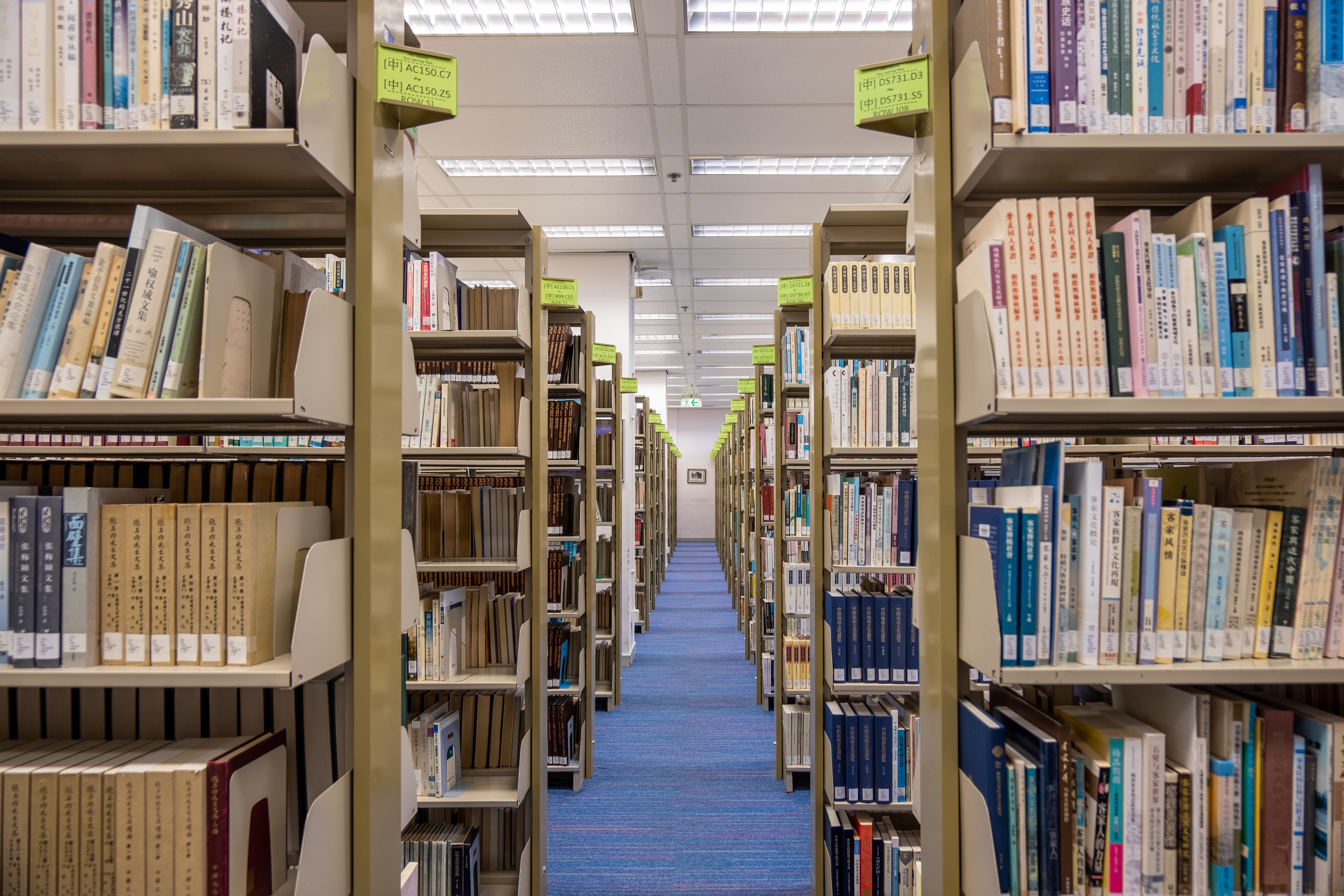
圖書館5樓開架書庫
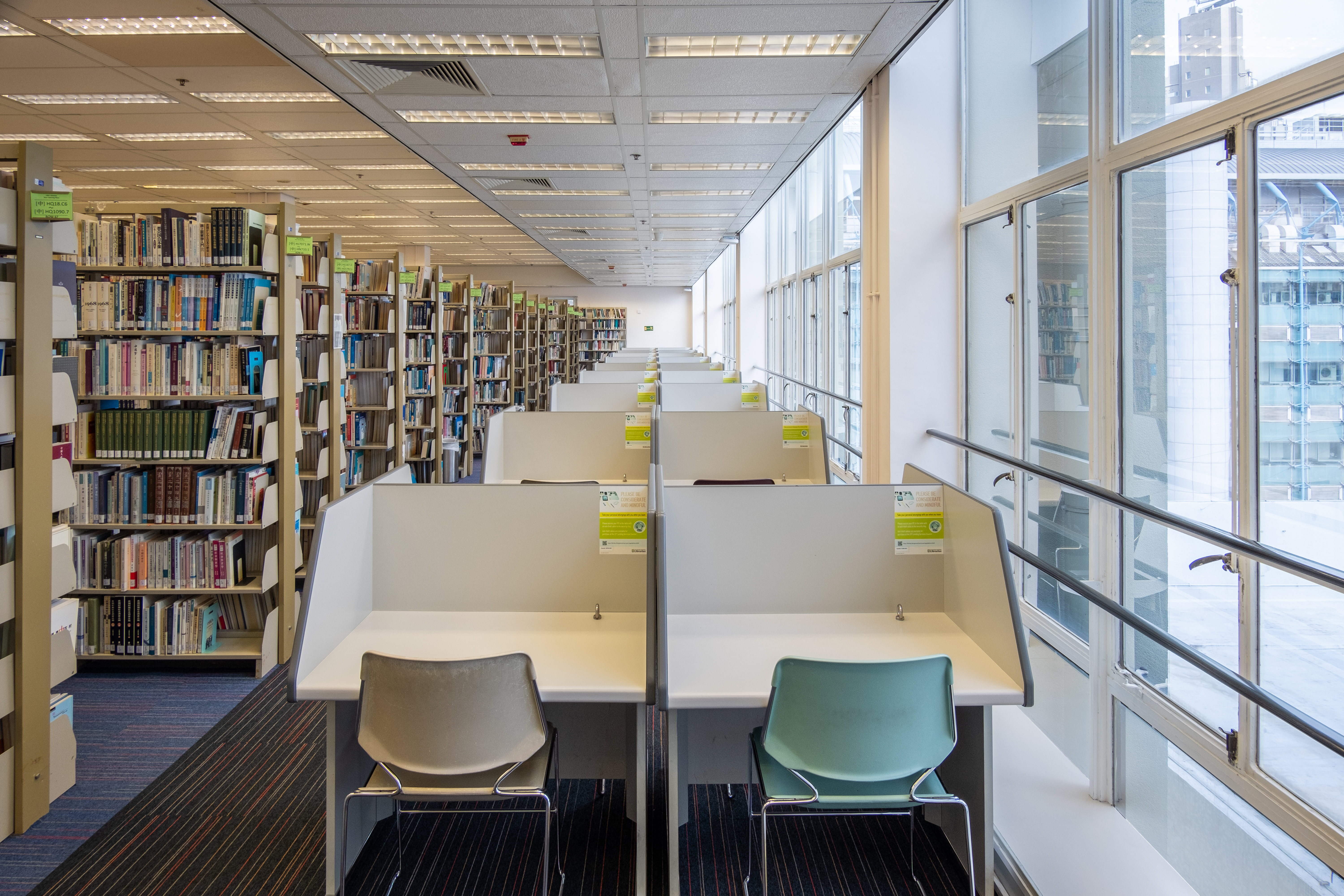
圖書館6樓研讀區
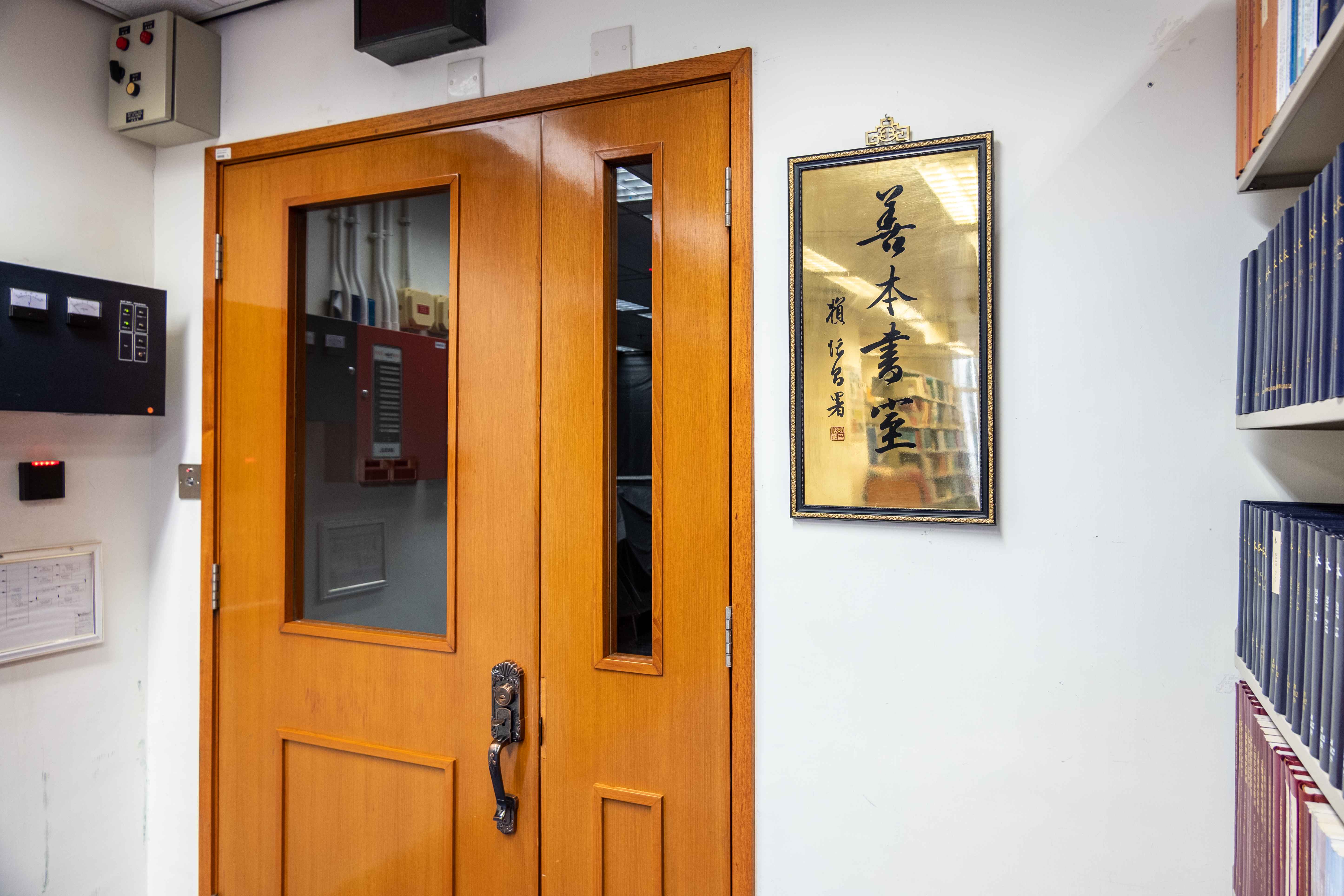
善本書室外觀
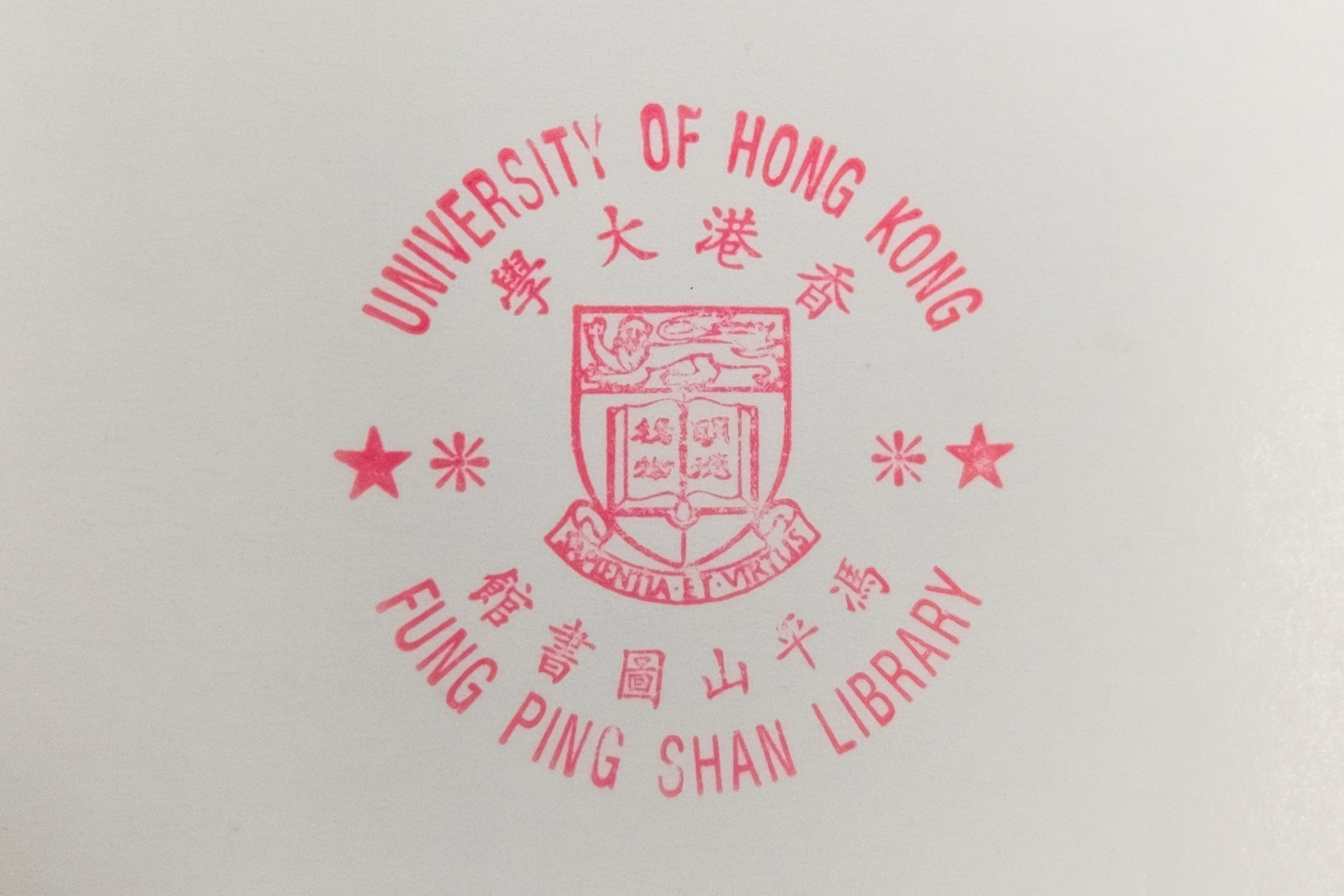
藏書章
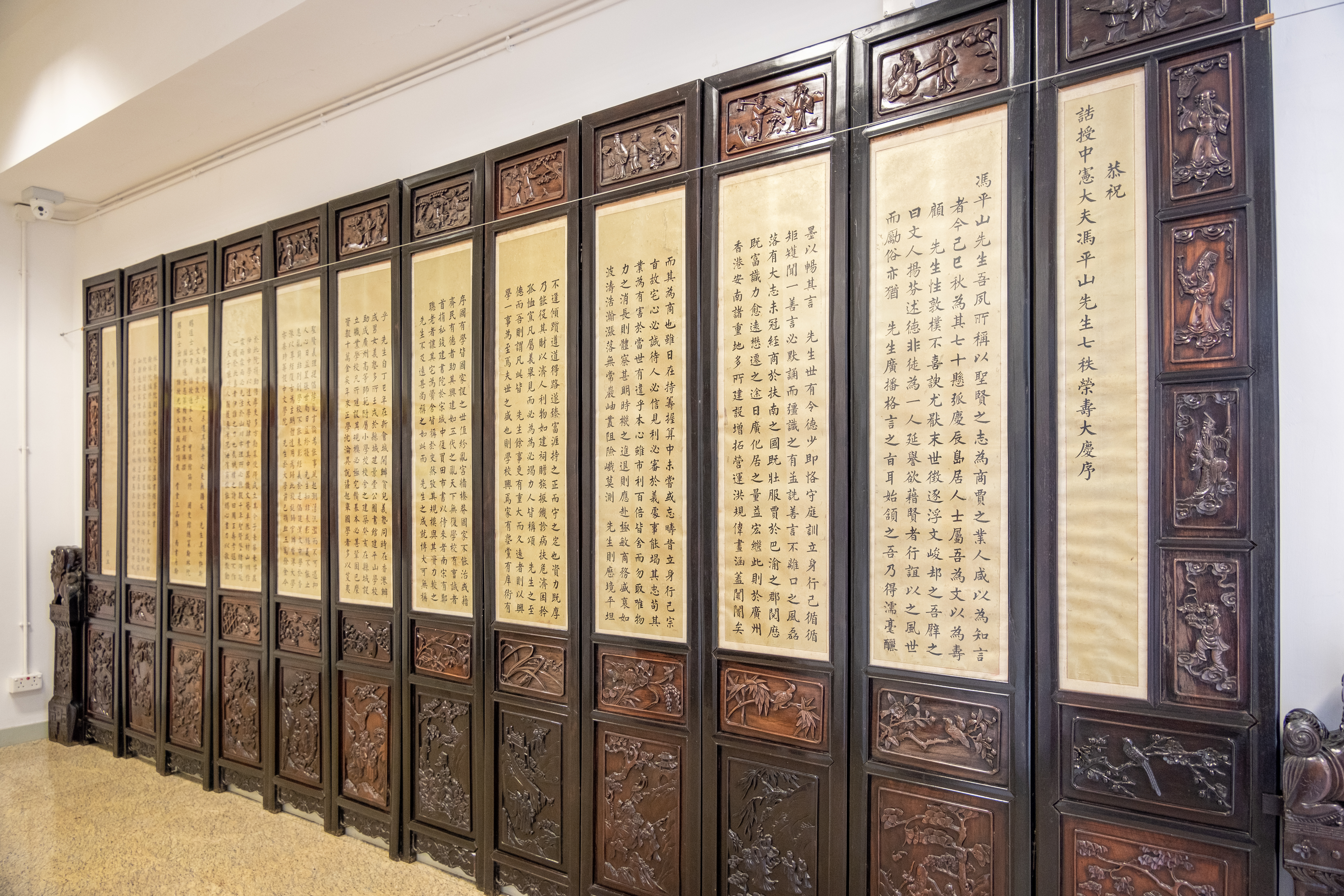
賴際熙撰〈恭祝誥授中憲大夫馮平山先生七秩榮壽大慶序〉，由溫肅親筆書寫，此屏風作於1929年[2]:86，現展於馮平山圖書館5樓
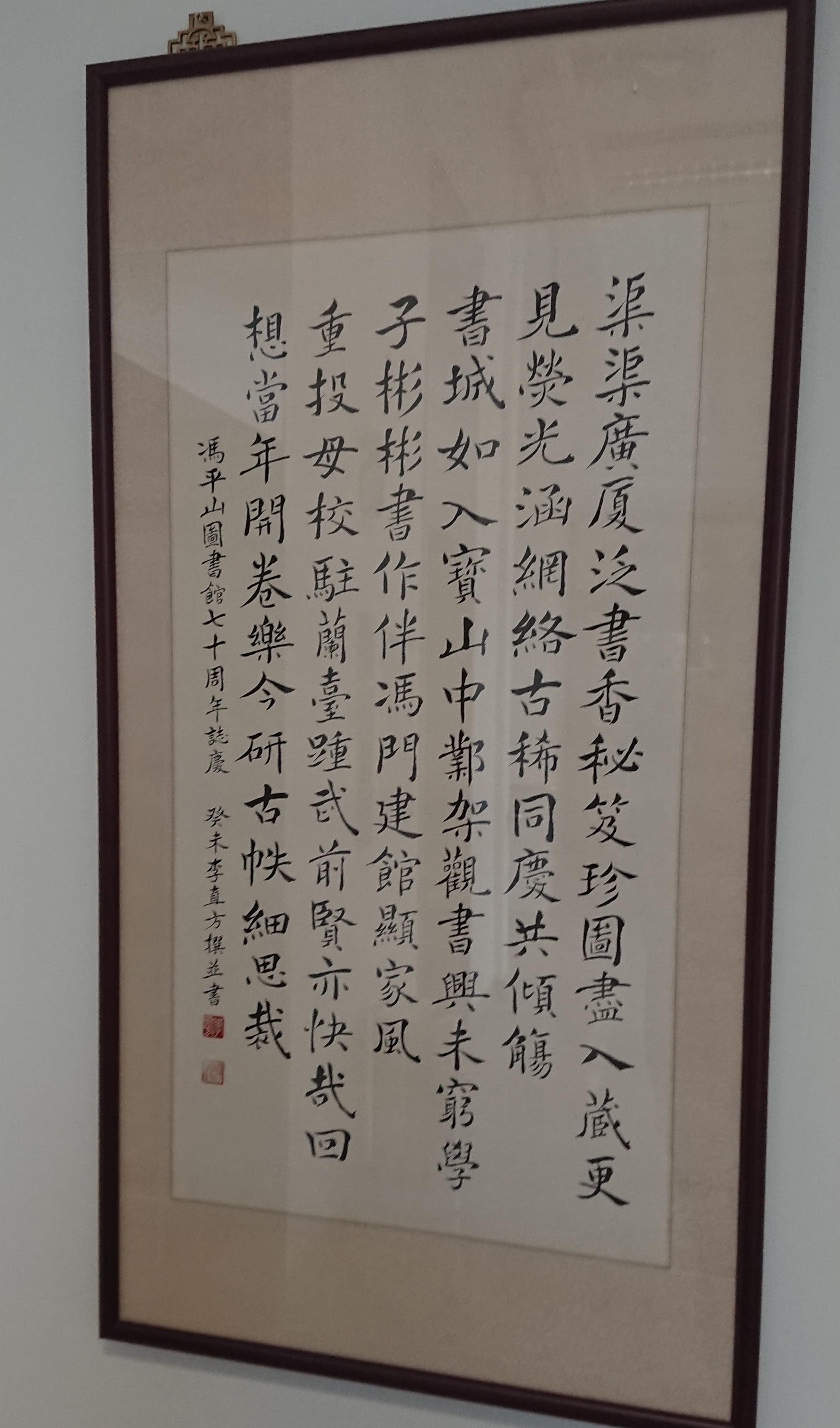
李直方撰於圖書館成立七十周年，展於馮平山圖書館6樓

## 外部連結
- 馮平山圖書館藏善本書影像庫 （页面存档备份，存于）
- 香港大學馮平山圖書館藏善本目錄 （页面存档备份，存于）